# Hanetsuki

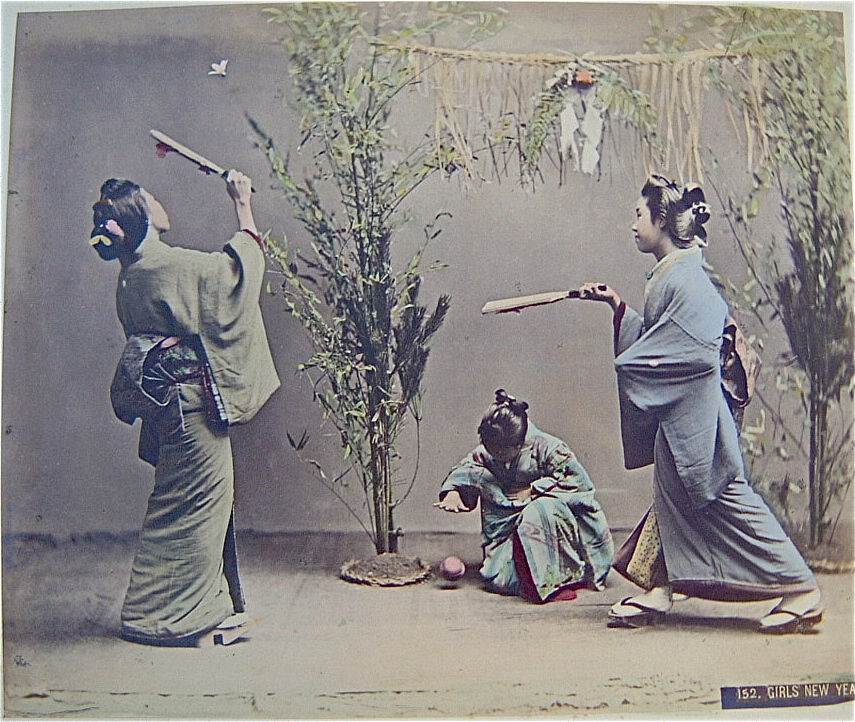
Joueuses de hanetsuki.

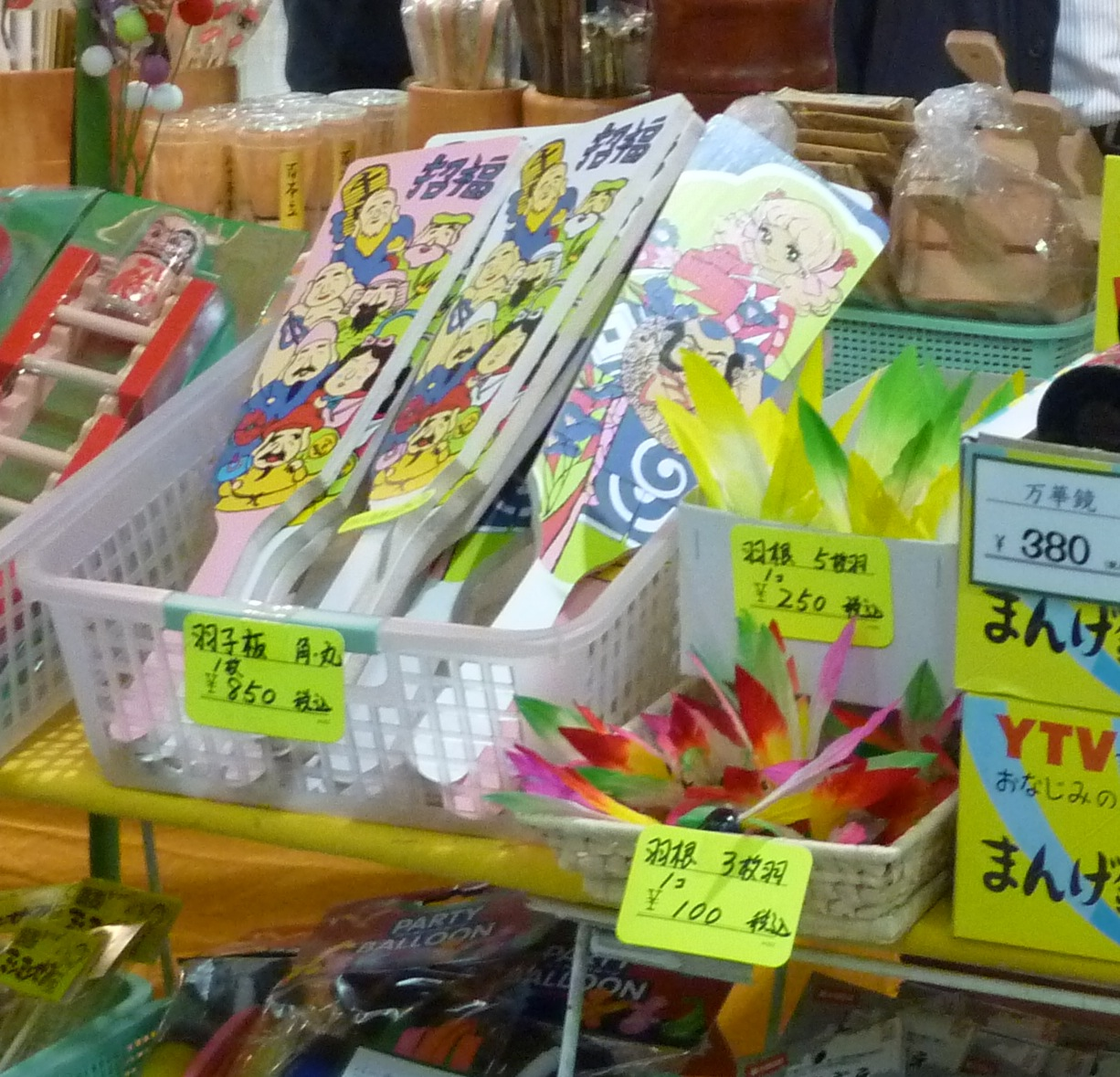
Raquettes (à gauche) et volants (à droite) de hanetsuki en vente dans une boutique de gare.

Le hanetsuki (羽根突き, 羽子突き) est un jeu traditionnel japonais similaire au badminton, mais qui se joue sans filet avec une raquette rectangulaire en bois appelée hagoita et un volant de couleur vive, appelé hané.
Souvent pratiqué par les jeunes filles à l'occasion du Nouvel An japonais, il se joue de deux manières : soit par une seule personne qui tente de maintenir le volant en l'air le plus longtemps possible, soit par deux personnes qui se l'échangent le plus longtemps possible ; au terme de l’échange, le joueur qui n'est pas parvenu à rattraper le volant reçoit une marque d'encre de Chine sur le visage.
Traditionnellement, plus le volant reste longtemps en l'air, plus les joueurs sont protégés des moustiques pendant l'année à venir. Jouer au hanetsuki est aussi vu comme un moyen de chasser les mauvais esprits, car le mouvement du hagoita est similaire à l’action du harau (une expression japonaise qui signifie « chasser »).
Bien que le hanetsuki ait perdu en popularité, des hagoita décoratifs continuent à se vendre très souvent dans tout le Japon.
Le hanetsuki est également connu sous le nom d'oibane (追い羽根, 追羽根, 追羽子),.
Les artistes de kabuki ou les célébrités se font souvent prendre en photo avec des hagoita. Au début du hanetsuki, les hané étaient souvent confectionnés avec des noix de lavage constituant la partie lourde du volant.